# Gawriil Alexandrowitsch Schulz
Gawriil Alexandrowitsch Schulz (russisch Гавриил Александрович Шульц; * 26. Februarjul. / 11. März 1903greg. in Krasnoje an der Wolga; † 2. Januar 1984 in Moskau) war ein russischer Bildhauer und Hochschullehrer.

## Leben
Schulz war der Sohn des Gouvernements-Probierers, Pantheisten und Faunisten Alexander Iwanowitsch Schulz (1870–1935) und seiner schwedischen zweiten Frau Jadwiga Friedrichowna geborene Grünberg. Lew Alexandrowitsch Schulz war ein Stiefbruder. Der Großvater I. A. Schulz war Mitglied der St. Petersburger Stadtduma. Der deutsche Vorfahr Anton Schulz war Bildhauer und Medaillist in Kopenhagen und kam auf Einladung Peters I. nach St. Petersburg.
Schon als Jugendlicher beschäftigte Schulz sich mit der Tiermalerei. Sein Bruder Oleg wurde Ichthyologe. Schulz wuchs in Belarus und in der Ukraine auf. Das Gymnasium schloss er 1917 ab. Nach der Oktoberrevolution war er Bezirkskulturorganisator und Zuckerfabrikarbeiter in Berdytschiw. Nach dem Russischen Bürgerkrieg studierte er 1923 am Fernstudiumsinstitut in Odessa. 1924 ging Schulz nach Leningrad zum Studium an den Höheren Künstlerisch-Technischen Werkstätten bei den Bildhauern Leonid Wladimirowitsch Sherwood, Wsewolod Wsewolodowitsch Lischew und Alexander Terentjewitsch Matwejew (bis 1927). 1928 diente Schulz in der Roten Armee. 1929 wurde er Lehrer am Kunsttechnikum in Witebsk. 1931 kam er zurück nach Leningrad und lehrte an der Bildhauerei-Fakultät des Instituts für proletarische darstellende Künste. 1932 wechselte er zur Architektur-Fakultät. Im gleichen Jahr begann er die Aspirantur im Institut für Malerei, Bildhauerei und Architektur bei Alexander Terentjewitsch Matwejew. Ab 1934 führte er dort auch Vorbereitungskurse durch. 1936 schloss er die Aspirantur ab und wurde Dozent. 1939 wurde er Kandidat der Kunstwissenschaft.
Nach Beginn des Deutsch-Sowjetischen Krieges trat Schulz am 6. Juli 1941 in die Leningrader Opoltschenije ein. Nach einer Prellung 1942 wurde er 1943 mit Kindern von Künstlern nach Sibirien in die Oblast Tjumen evakuiert. Darauf lehrte er am Moskauer Staatlichen Institut für Kunstwissenschaft. 1950 wechselte er an die Bildhauerei-Fakultät der Moskauer Kunstgewerbe-Hochschule (jetzt Moskauer Stroganow-Akademie für Kunst und Industrie), an der er bis zu seinem Tode blieb. 1958 wurde er Professor und Leiter des Lehrstuhls für dekorative Architekturplastik. Zu seinen Studenten gehörten Alexander Burganow, Konstantin Konstantinow und Walentina Rybalko.

## Ehrungen
- Medaille „Sieg über Deutschland“
- Medaille „Für heldenmütige Arbeit im Großen Vaterländischen Krieg 1941–1945“
- Bronzemedaille der Expo 58 für die Skulptur der Dompteuse Irina Bugrimowa[1]
- Silbermedaille der Akademie der Künste der UdSSR (1979)
- Verdienter Künstler der RSFSR

## Werke

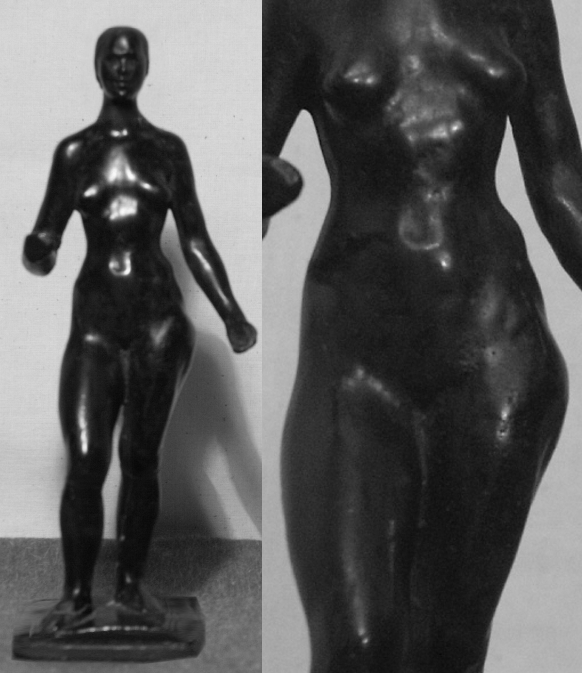
Akt (1940er Jahre)
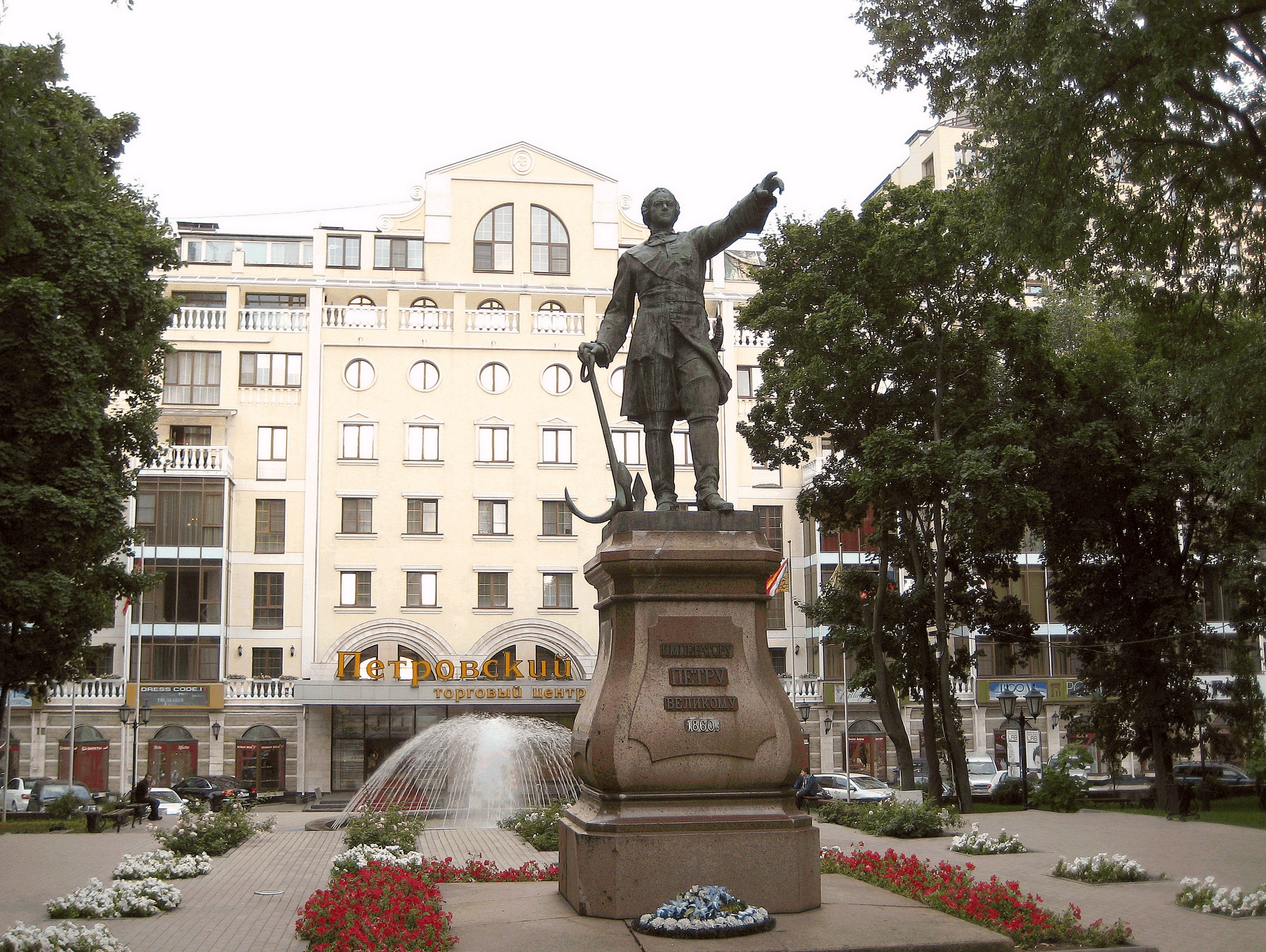
Rekonstruiertes Peter-I.-Denkmal (1955 mit N. P. Gawrilow nach Kriegszerstörung 1942, ursprünglich 1859–1860 von A. J. Schwarz), Woronesch
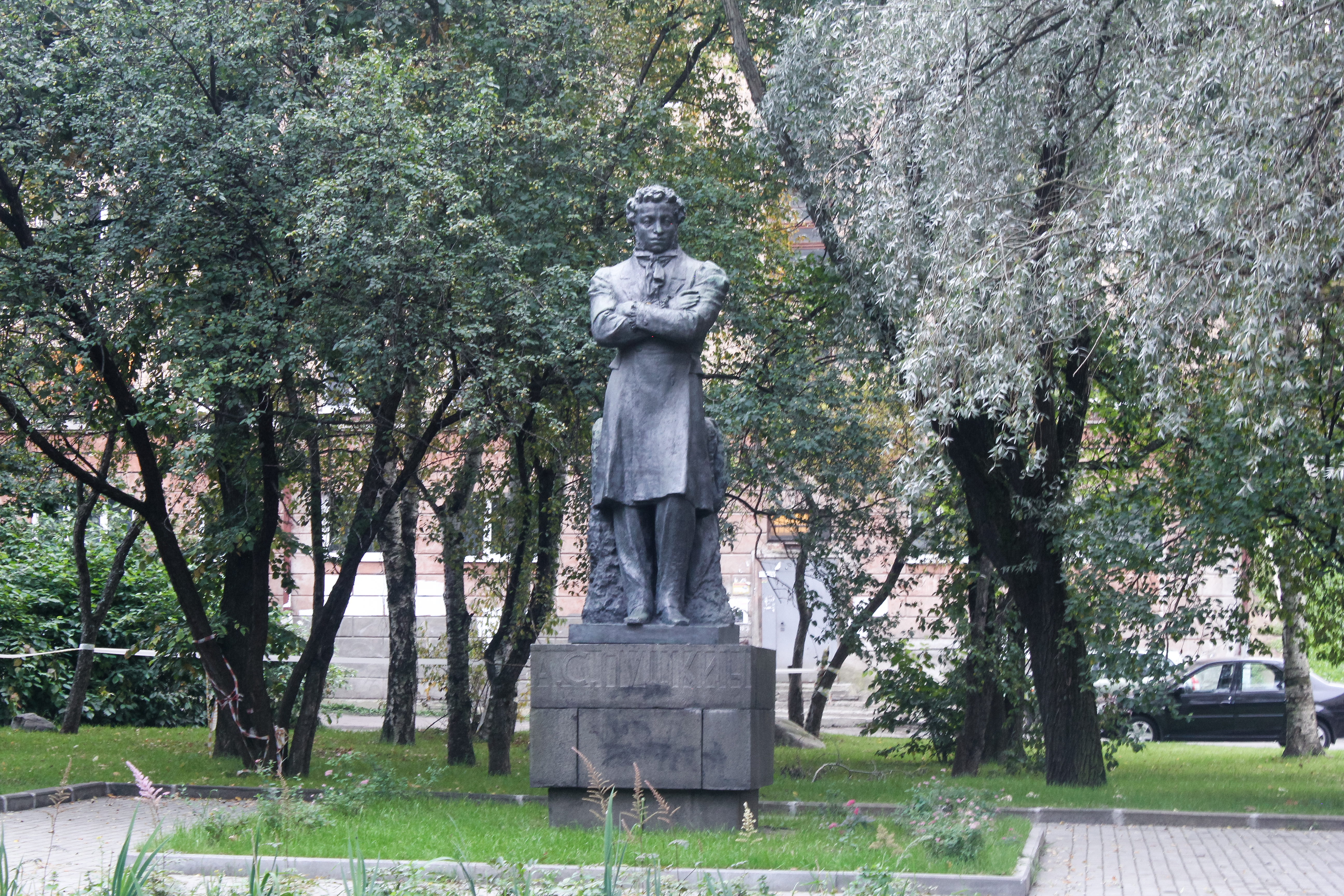
Puschkin-Denkmal (1966), Petrosawodsk
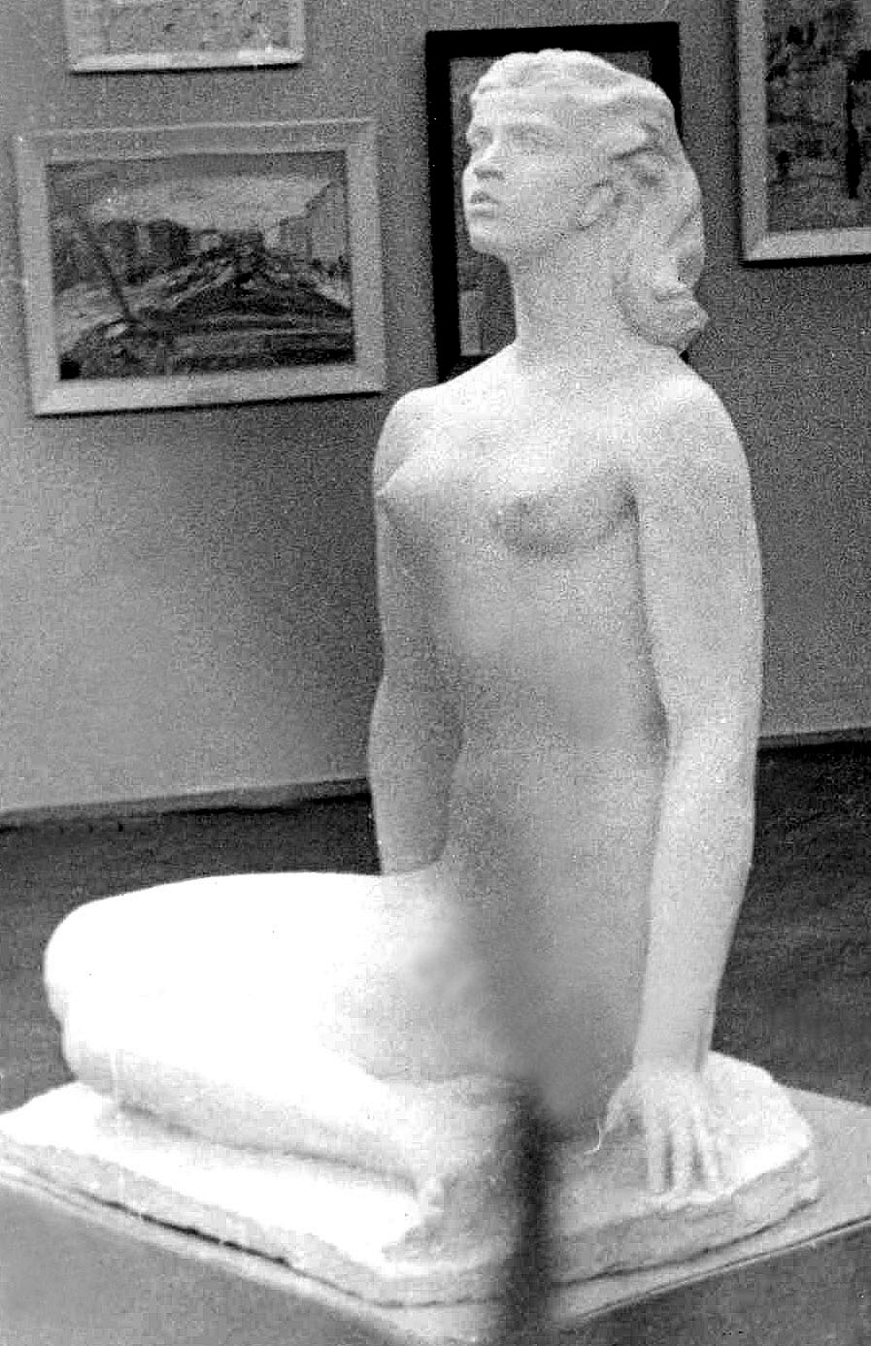
Der Frühling (1966)
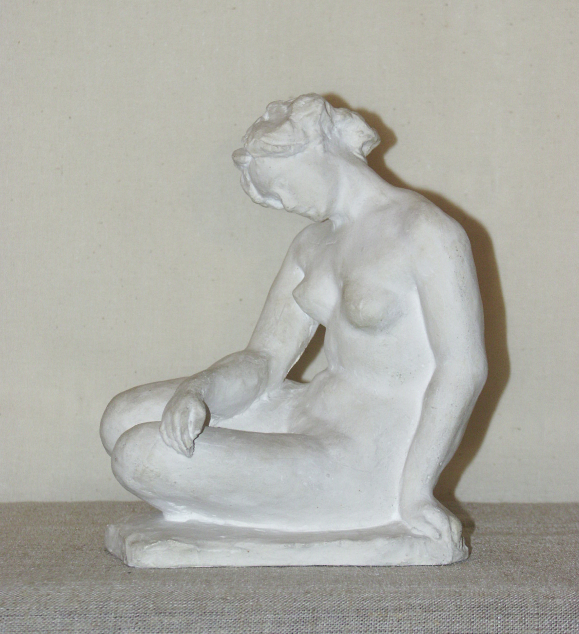
Der Winter (1966)
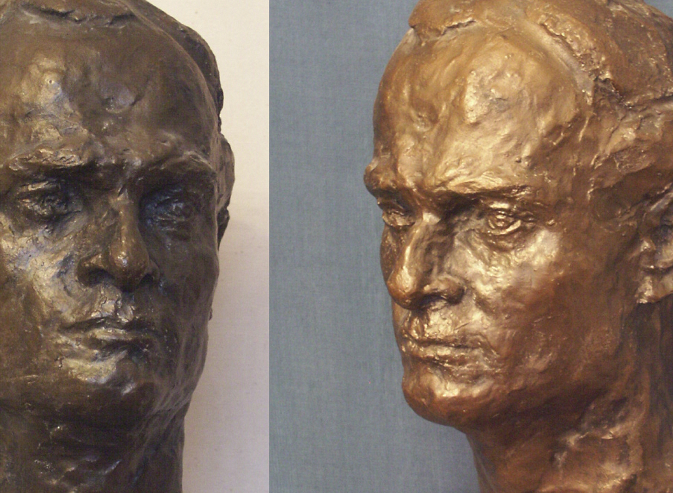
Akademiemitglied Michail Michailowitsch Schulz (1969)